# Synagoge (Inowłódz)

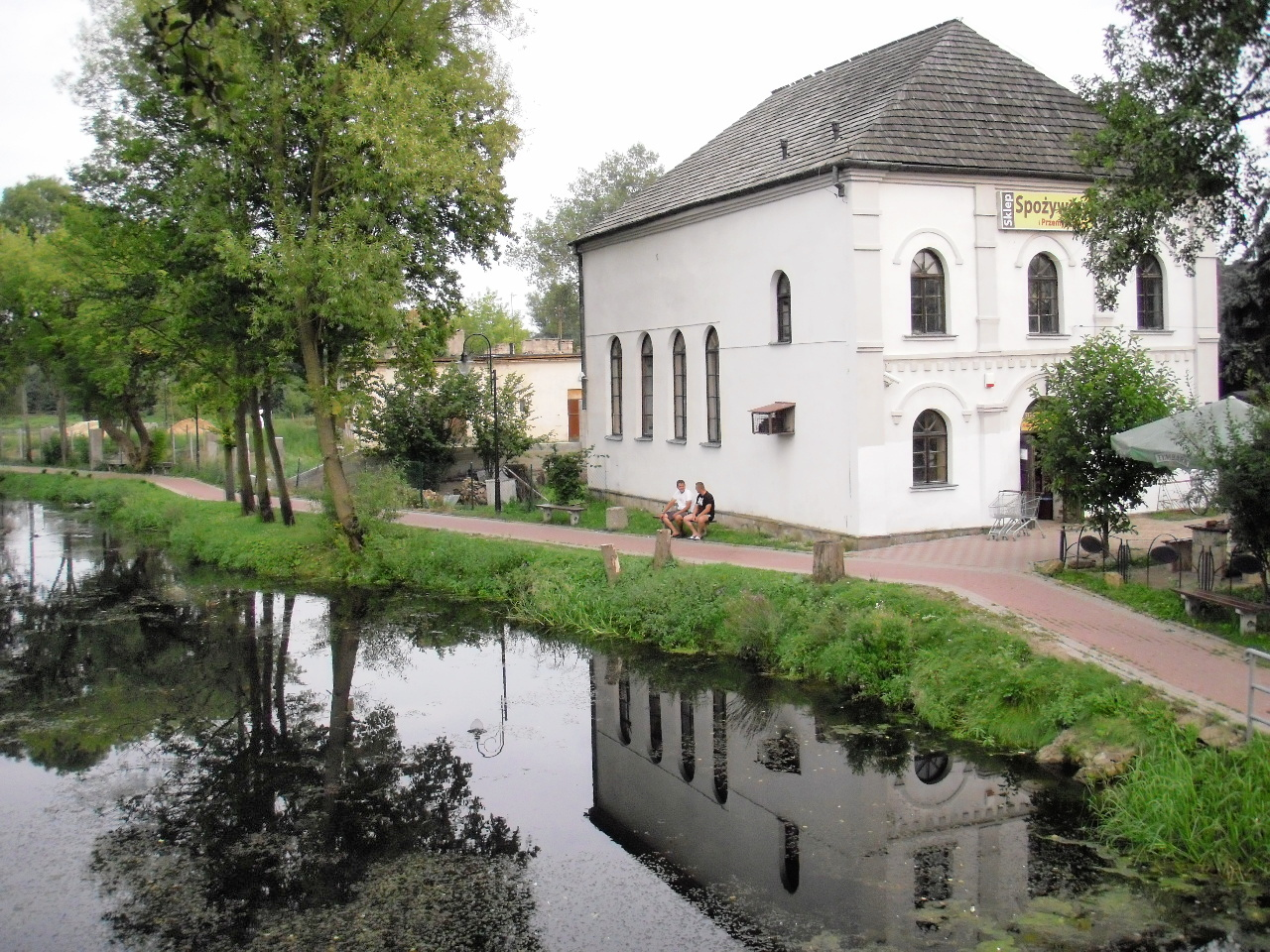
Synagoge in Inowłódz (2010)

Die Synagoge in Inowłódz, einer polnischen Stadt in der Woiwodschaft Łódź, wurde Anfang des 19. Jahrhunderts erbaut. Die profanierte Synagoge ist seit 1977 ein geschütztes Kulturdenkmal.
Während des Zweiten Weltkriegs wurde die Inneneinrichtung der Synagoge von den deutschen Besatzern zerstört. 
Nach dem Krieg wurde das Gebäude im Stil des Historismus als Kaufhaus genutzt. Von 1978 bis 1982 wurde es renoviert.